# Friedenheim

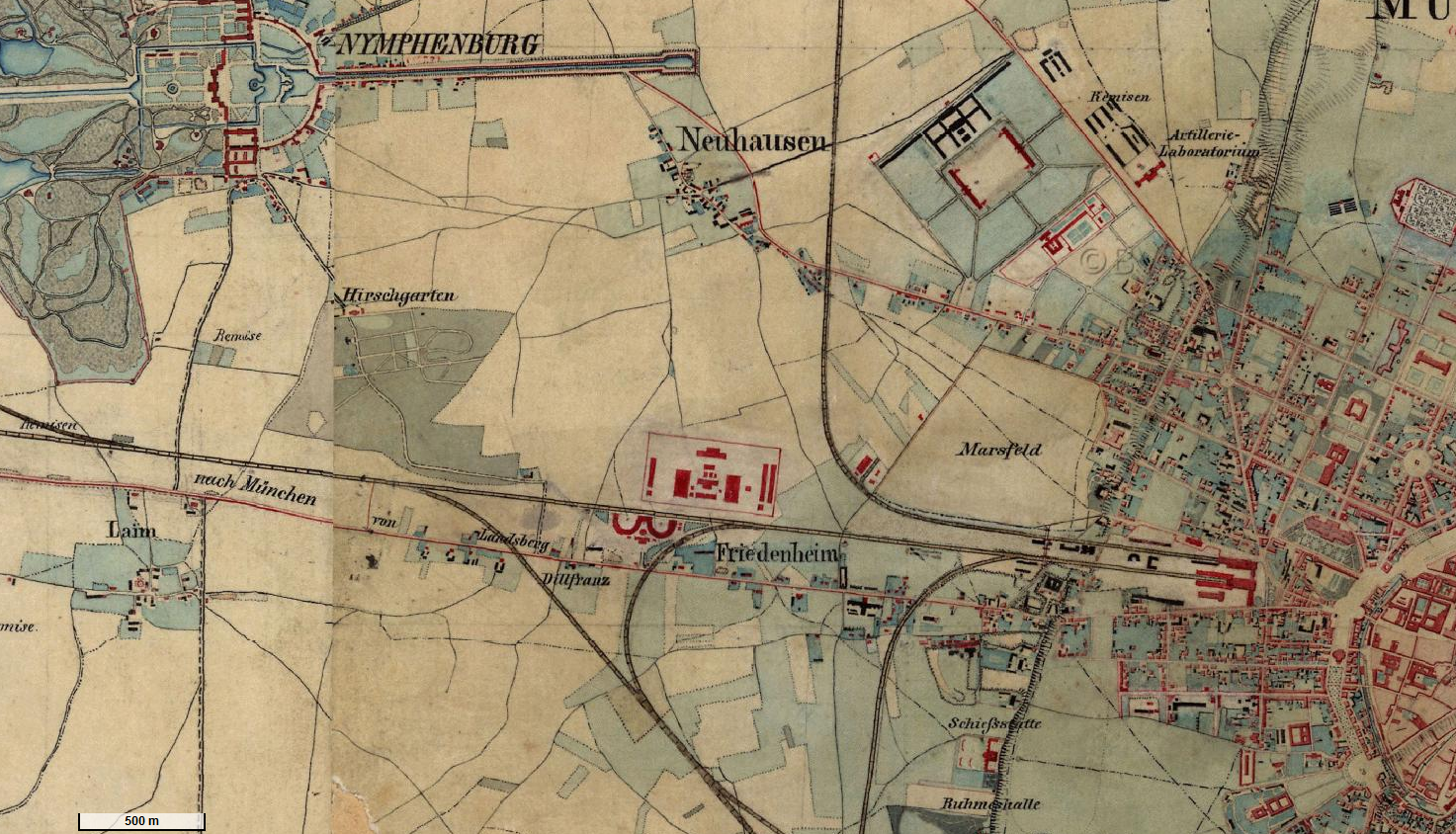
Friedenheim auf den Urpositionsblättern von 1856 östlich von Laim und südlich von Neuhausen

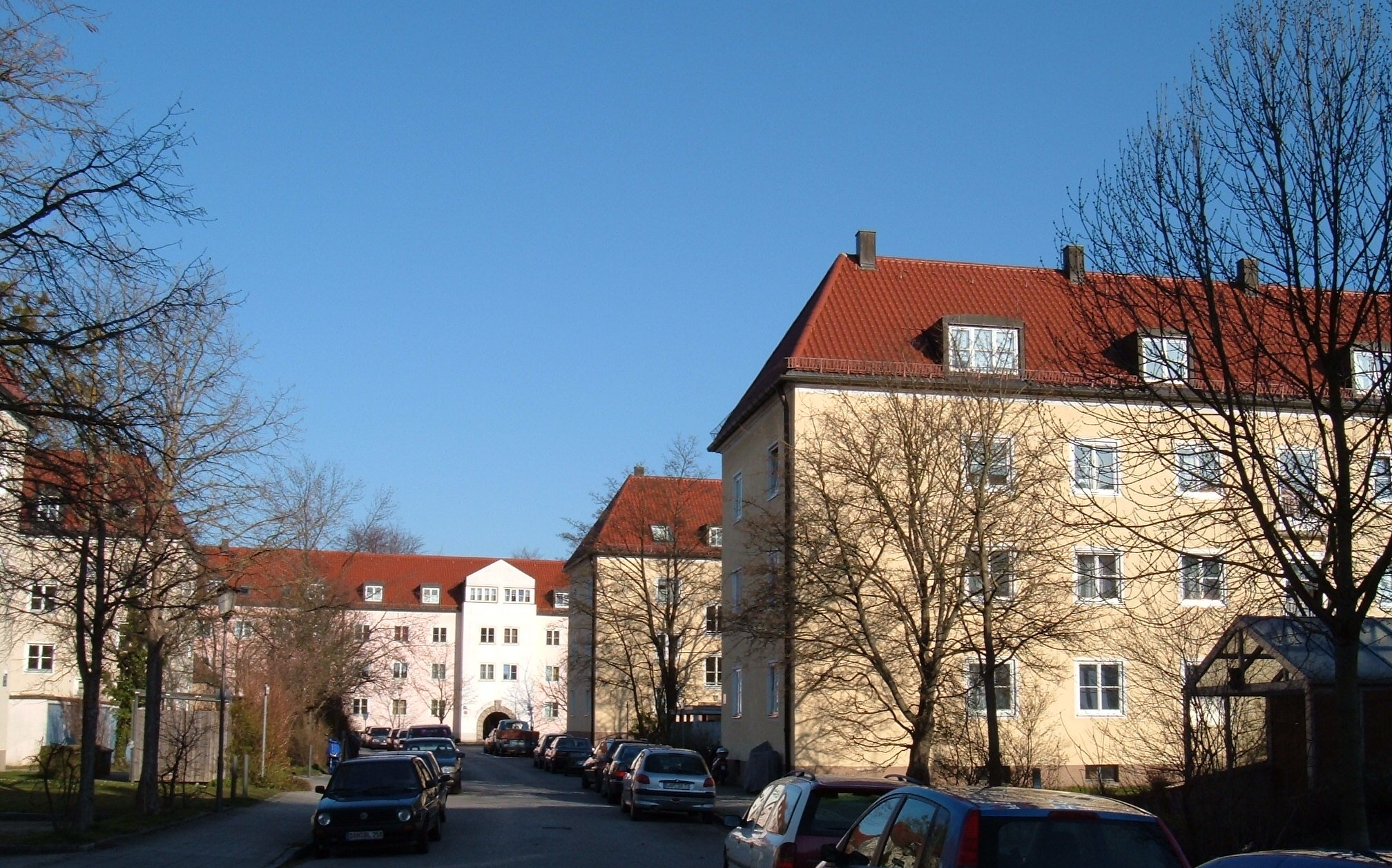
Neufriedenheim

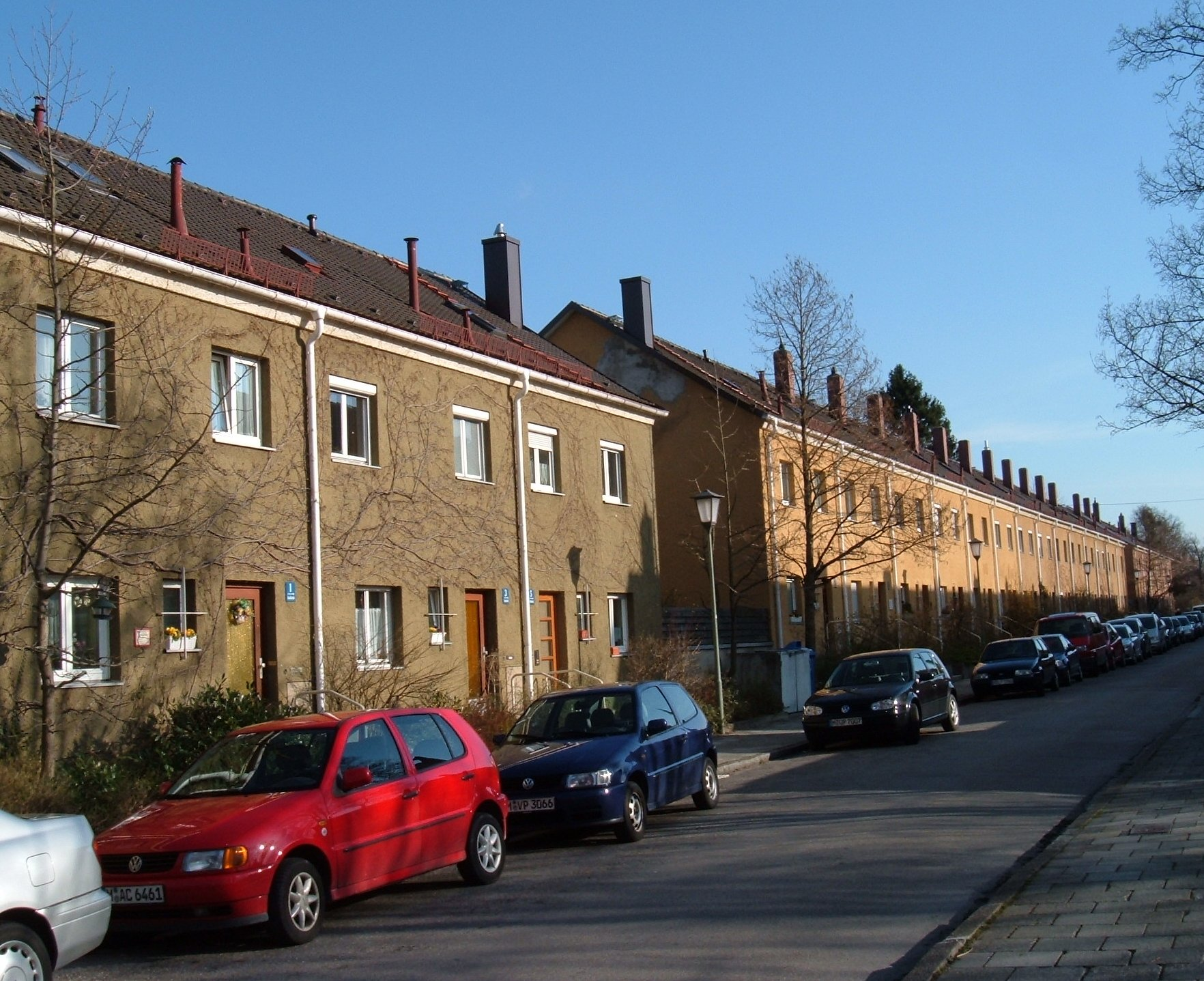
Neufriedenheim

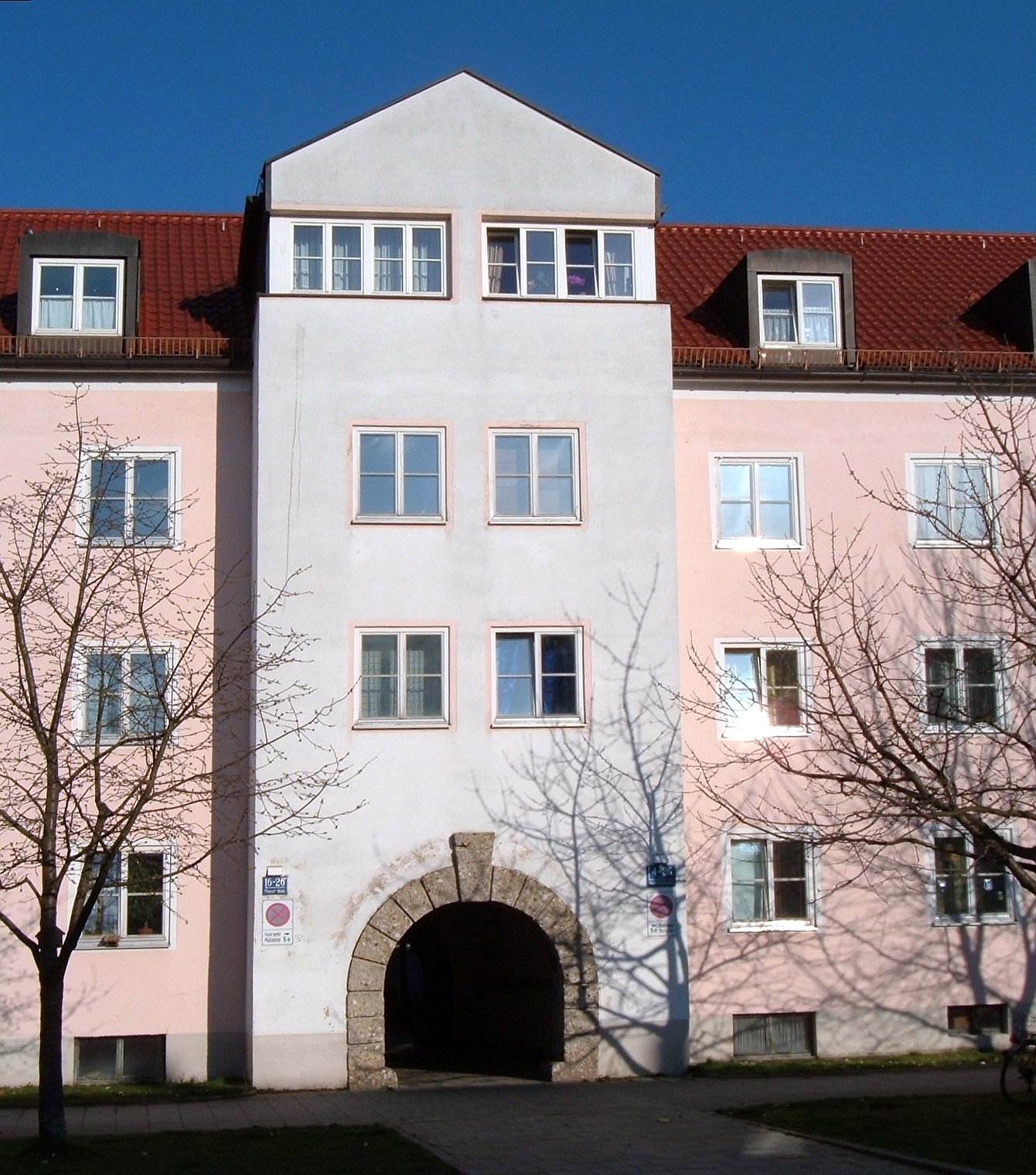
Neufriedenheim

Der Gemeindeteil Friedenheim in München liegt im Bereich von zwei zu Beginn des 20. Jahrhunderts eingemeindeten Stadtteilen, Neuhausen (Eingemeindung zum 1. Januar 1890; heute Stadtbezirk 9 Neuhausen-Nymphenburg) und Laim (Eingemeindung zum 1. Januar 1900; heute Stadtbezirk 25 Laim), unmittelbar südlich der heutigen Donnersbergerbrücke. Die durch die Siedlung führende Landsberger Straße bildete die Grenze zwischen den beiden Gemeindegebieten.
Friedenheim ist benannt nach einem dort seit 1803 bestehenden Gutshof. Bei der Gemeindebildung 1818 wurde aus einem Teil des Steuerdistrikts Pasing die Gemeinde Laim mit den Orten Laim und Friedenheim gebildet.
In Eisenmanns Topo-geographisch-statistischen Lexicon vom Königreiche Bayern von 1832 wird Friedenheim als Weiler und Ansiedelung unweit Laim, im Ldg. München, mit 5 H. und 56 E. erwähnt.
Im Vollständigen Ortschaften-Verzeichniss des Koenigreichs Bayern von 1875 wurde Friedenheim als Weiler der Gemeinde Laim mit 55 Einwohnern in 24 Gebäuden nachgewiesen, sowie als Dorf mit 421 Einwohnern in 42 Gebäuden in der Gemeinde Neuhausen.
13 Jahre später, als Friedenheim zum letzten Mal in einem Ortsverzeichnis als separater Ort (bzw. zwei separate Orte) aufgeführt wurde, lauteten die Werte folgendermaßen: 83 Einwohner in 6 Wohngebäuden für den Weiler der Gemeinde Laim, sowie 682 Einwohner in 36 Wohngebäuden im Dorf der Gemeinde Neuhausen.
Ab 1892 ist in Friedenheim an der Elsenheimer Straße (heute Straubinger Straße 28) eine Eisengießerei nachgewiesen, die bis 1917 bestand. Auch die Mälzerei der Hacker-Brauerei lag lange Zeit in Friedenheim.

## Neufriedenheim
Bereits 1891 entstand an der Fürstenrieder Straße 155 die Kuranstalt Neufriedenheim als private Nervenheilanstalt, die bis 1941 bestand. Für zehn Tage war dort auch Oskar Panizza untergebracht. Nach dem vereinfachten Wiederaufbau zog 1952 die schon länger an anderen Standorten bestehende Landestaubstummenanstalt (heutige Bayerische Landesschule für Gehörlose), die bis 2011 bestand.  Nach jahrelangem Leerstand wurde das Gebäude  Ende 2021 abgebrochen. Auf einem Teil des Geländes entstanden bis 1958 zwei neue Schulgebäude (Architekten Helga und Adolf Schnierle, Fred Angerer), in die die  schon länger bestehenden Gymnasien (Erasmus-Grasser- und Ludwigsgymnasium) umzogen.
1929/1930 entstand zwischen der Ammersee-, Fürstenrieder, Inderstorfer-, Käpfl- und Joergstraße eine Reihenhaus-Siedlung des sozialen Wohnungsbaus der Weimarer Republik, die ebenfalls Neufriedenheim oder Siedlung Friedenheim benannt wurde. Sie ist eine von fünf in dieser Zeit entstandenen Großsiedlungen der „Gemeinnützigen Wohnungsfürsorge A. G.“ (GEWOFAG), des damals größten Bauherren in München. Mit zunächst etwa 400 Wohneinheiten war sie die kleinste der damaligen GEWOFAG-Siedlungen. Im Gegensatz zu den anderen Siedlungen der GEWOFAG wurden hier nicht Hochbauten, sondern Ein- und Mehrfamilienhäuser in einer dörflich-geschlossen anmutenden Anordnung errichtet, mit Parzellengärtchen und Infrastruktureinrichtungen (Kindergarten, Wirtshaus, Ladenzeile).
Zur Abschirmung der flachen Bauten im Inneren der Siedlung wurden in Richtung der Fürstenrieder Straße viergeschossige Häuserzeilen errichtet. Auf eine Verkehrsanbindung wurde im Sinne des Dorfcharakters bewusst verzichtet, was zur Folge hatte, dass die Siedlung anfänglich nur langsam angenommen wurde; später wuchs sie jedoch rasch. Die abschirmende Außenbebauung der von dem Architekten Bruno Biehler geplanten Siedlung wurde später fortgesetzt von den Architekten Roderich Fick und Alwin Seifert.
1934 wurde die katholische Kuratiekirche „Namen Jesu“ in der Siedlung errichtet und 1941 zur Stadtpfarrkirche erhoben. Sie wurde 1971 (mit Ausnahme des Kirchturms) abgerissen und an ihrer Stelle 1972 ein Neubau nach Plänen des Münchner Architekten Hans Schedl eingeweiht.
Teile der Siedlung stehen heute unter Denkmalschutz.
Etwa einen halben Kilometer von der Siedlung Neufriedenheim entfernt in München-Neuhadern befindet sich seit 1962 ein Augustinum-Wohnstift, das erste Seniorenwohnstift Deutschlands. Die Einrichtung bezeichnet sich selbst als „Augustinum München-Neufriedenheim“. Dort wohnte seit 2006 auch der Politiker Hans-Jochen Vogel mit seiner Frau, die nach seinem Ableben noch weiter dort wohnte.